# Генерал армии (СССР)
Генерал армии — персональное воинское звание в РККА и СА Вооружённых Сил Союза ССР.
Выше этого воинского звания сначала было звание Маршал Советского Союза, а с 1943 года — Главный маршал рода войск. Ниже этого звания — звание генерал-полковник
Персональное воинское звание присваивалось указом Президиума Верховного Совета СССР. Персональное воинское звание примерно соответствовало персональным воинским званиям Маршал рода войск и специальных войск, маршал авиации.

## История звания
Воинское звание «генерал армии» стало высшим из четырёх генеральских званий, введённых в Красной армии 7 мая 1940 года. Его не существовало в дореволюционной России.
Первыми генералами армии стали комкор Г. К. Жуков, командармы 2-го ранга К. А. Мерецков и И. В. Тюленев; до начала войны к ним добавились генерал-полковники И. Р. Апанасенко (командующий Дальневосточным фронтом) и Д. Г. Павлов (командующий войсками Западного особого военного округа).

### Во время Великой Отечественной войны
Как и звание Маршала Советского Союза, звание генерала армии не присваивалось никому с начала войны вплоть до января 1943 года, когда новые знаки различия по этому воинскому званию — погоны с четырьмя звёздами — получил А. М. Василевский. В дальнейшем звание генерала армии до окончания войны было присвоено ещё 18 военачальникам. 10 военачальников, получивших во время Великой Отечественной звание генерала армии, стали впоследствии Маршалами Советского Союза (из них шестеро — ещё в ходе войны). Среди генералов армии — такие прославленные полководцы, как погибшие на войне Н. Ф. Ватутин и И. Д. Черняховский, а также начальник Генштаба, кавалер ордена «Победа» А. И. Антонов.
В период Великой Отечественной войны генералы армии обычно командовали фронтами, Г. К. Жуков непродолжительное время был главнокомандующим Западным стратегическим направлением. И. Р. Апанасенко и К. А. Мерецков непродолжительное время занимали должности заместителей командующих фронтами (Воронежского и Западного соответственно), а К. А. Мерецков, кроме того, командовал 7-й отдельной армией, 4-й отдельной армией и 33-й армией Западного фронта.
В завершающий период войны генералы армии занимали, за некоторым исключением, должности заместителей командующих фронтами (исключения — И. Е. Петров, назначенный в марте 1945 года начальником штаба 1-го Украинского фронта, а также генералы армии А. И. Еременко и М. А. Пуркаев, закончившие войну в должности командующих фронтами).
После упразднения званий военно-политического состава (1942 год) и специальных званий госбезопасности (1945 год) лица высшего состава в них получили генеральские звания. Первым генералом армии-политработником (точнее, членом военного совета) стал в 1944 году Н. А. Булганин; в июле 1945 года генералом армии стал комиссар государственной безопасности 1 ранга В. Н. Меркулов.

### После Великой Отечественной войны
После войны, и особенно с начала 1970-х годов, звание генерала армии нередко присваивается уже не за особые заслуги, как в годы войны, а по факту нахождения на определенной должности. Так, присвоение звания генерала армии следовало за назначением на следующие должности в СА Вооружённых Сил Союза ССР, а также в МВД СССР и КГБ СССР, если персоны были военнослужащими:
- заместитель Министра обороны СССР
- начальник Главного Политического управления Советской Армии и Военно-Морского Флота СССР
- начальник Главного разведывательного управления — заместитель начальника Генерального штаба Вооружённых Сил СССР
- председатель КГБ СССР (не во всех случаях)
- первый заместитель председателя КГБ СССР (не во всех случаях)
- министр внутренних дел СССР (не во всех случаях)
- начальник Главного управления Пограничных войск КГБ СССР (не во всех случаях)
- начальник Главного управления Внутренних войск МВД СССР (не во всех случаях)
- командующий войсками военного округа

17 ноября 1944 воинское звание генерала армии получает (с 29 июля 1944 генерал-полковник) Н. А. Булганин. 3 марта 1947 года он назначен министром Вооружённых сил СССР (с 5 марта 1947 по 7 апреля 1950 года — по совместительству заместитель председателя Совета министров СССР), до него эту должность с 1941 года занимал непосредственно И. В. Сталин. Назначение Булганина, гражданского политического деятеля, никогда не командовавшего войсками, на должность руководителя военного ведомства было, вероятно, связано со стремлением Сталина сохранить контроль над армией в послевоенный период и избежать усиления популярных военачальников, выдвинувшихся во время войны. Перед парадом 7 ноября 1947 года возникла щекотливая ситуация: командовать парадом предстояло Маршалу Советского Союза Мерецкову, а принимать его должен был генерал армии Булганин. Чтобы устранить несоответствие, Булганину срочно присвоили звание Маршала Советского Союза.
Кроме того, с 1970-х годов становится обычным присвоение этого звания политработникам и сотрудникам органов государственной безопасности (ранее такие примеры были единичны). Указанные причины приводят к росту числа лиц, получающих это звание в мирное время: если с 1950 по 1969 год звание генерала армии получили только 39 человек, то с 1970 по 1991 — уже 64. Начиная с 1967 года уже не обходится ни единого года без присвоения звания генерала армии. Несколько повышается средний возраст генералов армии (на время присвоения) — с 57 лет (1950—1960-е) до 59 лет (1970—1980-е).
Всего звание «генерал армии» за 1940—1991 годы было присвоено 133 военачальникам, бо́льшая часть которых занимала командные должности, значительное количество — также штабные и тыловые. Из них 31 военачальнику впоследствии было присвоено звание Маршала Советского Союза, а ещё одному — В. Ф. Толубко — звание Главного маршала артиллерии. Самым молодым генералом армии был И. Д. Черняховский, получивший звание за три дня до своего 38-летия, самым пожилым в момент присвоения — заместитель председателя КГБ Г. К. Цинёв, которому звание было присвоено в 71-летнем возрасте. Дольше всего имел это звание И. В. Тюленев — 38 лет, самое непродолжительное время, 12 дней, был генералом армии В. Я. Колпакчи, получивший звание 5 мая 1961 года, а 17 мая погибший при исполнении служебных обязанностей. 16 февраля 1943 года, всего через 29 дней после звания генерала армии (18 января 1943 г.), было присвоено звание Маршала Советского Союза А. М. Василевскому.

### Соответствующие звания
В родах войск, сил и спецвойск званию генерала армии с 1943 года соответствовали звания маршала авиации, маршала артиллерии, маршала бронетанковых войск, маршала инженерных войск, маршала войск связи. В 1984 году последние три и в 1993 году первые два звания были упразднены.
В Военно-Морском Флоте в 1940—1945 годах и с 1962 года соответствующим званием являлось корабельное звание адмирала флота; в 1945—1962 годах звания, соответствующего генералу армии, в ВМФ не существовало.
| младшее звание: Генерал-полковник | Генерал армии | старшее звание вооружённых сил: Маршал Советского Союза, с 1943 года стало Главный маршал рода войск |

## Знаки различия
Знаки различия генерала армии были установлены приказом Народного комиссара обороны Союза ССР № 212, от 13 июля 1940 года: пять золочёных звёздочек на красных петлицах; на рукавах вышитая большая золотая звезда, окаймлённая красным кантом, и один угольник из широкого 32-мм золотого галуна, а в верхней части — из красного сукна — шириной 10 мм.
В январе 1943 года эти знаки различия были отменены и введены знаки различия на погонах — 4 звезды по вертикальной оси погона.
В 1974—1997 годах вместо погон с четырьмя звёздами генералам армии были установлены погоны с одной звездой (большей, чем для остальных генералов, но меньшей, чем для Маршалов Советского Союза) и общевойсковой эмблемой, а на галстуке при парадной форме одежды носилась Маршальская Звезда малого образца. Указанные изменения имели целью преодолеть «неравенство» между генералами армии и равными им по статусу маршалами родов войск и возможно были приурочены к присвоению звания генерала армии Леониду Брежневу. 
|                                             |                                              |                            |                        |                            |                        |
| Погон к полевому обмундированию (1943—1955) | Погон к парадному обмундированию (1943—1955) | … повседневный (1955—1974) | … парадный (1955—1974) | … повседневный (1974—1991) | … парадный (1974—1991) |

## Хронологический список генералов армии
Ныне живущие
| №   | ФИО                                                 | Дата присвоения                 | Должность на момент присвоения | Примечания                                                                                  |
| --- | --------------------------------------------------- | ------------------------------- | --- | ------------------------------------------------------------------------------------------- |
| 1   | Жуков Георгий Константинович (1896—1974)            | 4 июня 1940                     | командующий войсками Киевского особого военного округа | Маршал Советского Союза с 18 января 1943 г.                                                 |
| 2   | Мерецков, Кирилл Афанасьевич (1897—1968)            | 4 июня 1940                     | заместитель Народного комиссара обороны СССР по боевой подготовке и военно-учебным заведениям | Маршал Советского Союза с 26 октября 1944 г.                                                |
| 3   | Тюленев, Иван Владимирович (1892—1978)              | 4 июня 1940                     | командующий войсками Московского военного округа |                                                                                             |
| 4   | Апанасенко, Иосиф Родионович (1890—1943)            | 22 февраля 1941                 | командующий Дальневосточным фронтом | погиб 5.08.1943 г. на фронте                                                                |
| 5   | Павлов, Дмитрий Григорьевич (1897—1941)             | 22 февраля 1941                 | командующий войсками Западного особого военного округа | репрессирован, расстрелян, реабилитирован                                                   |
| 6   | Василевский, Александр Михайлович (1895—1977)       | 18 января 1943                  | начальник Генерального штаба РККА, заместитель народного комиссара обороны СССР | Маршал Советского Союза с 16 февраля 1943 г.                                                |
| 7   | Ватутин, Николай Фёдорович (1901—1944)              | 12 февраля 1943                 | командующий Юго-Западным фронтом | умер от ран                                                                                 |
| 8   | Малиновский, Родион Яковлевич (1898—1967)           | 28 апреля 1943                  | командующий Юго-Западным фронтом | Маршал Советского Союза с 10 сентября 1944 г.                                               |
| 9   | Рокоссовский, Константин Константинович (1896—1968) | 28 апреля 1943                  | командующий Центральным фронтом | Маршал Советского Союза с 29 июня 1944 г.                                                   |
| 10  | Конев, Иван Степанович (1897—1973)                  | 26 августа 1943                 | командующий Степным фронтом | Маршал Советского Союза с 20 февраля 1944 г.                                                |
| 11  | Попов, Маркиан Михайлович (1902—1969)               | 26 августа 1943, 3 августа 1953 | командующий Брянским фронтом; командующий войсками Таврического военного округа | понижен до генерал-полковника 20 апреля 1944 г.                                             |
| 12  | Антонов, Алексей Иннокентьевич (1896—1962)          | 27 августа 1943                 | 1-й заместитель начальника Генерального штаба РККА |                                                                                             |
| 13  | Ерёменко, Андрей Иванович (1892—1970)               | 27 августа 1943                 | командующий Калининским фронтом | Маршал Советского Союза с 11 марта 1955 г.                                                  |
| 14  | Соколовский, Василий Данилович (1897—1968)          | 27 августа 1943                 | командующий Западным фронтом | Маршал Советского Союза с 3 июля 1946 г.                                                    |
| 15  | Толбухин, Фёдор Иванович (1894—1949)                | 21 сентября 1943                | командующий Южным фронтом | Маршал Советского Союза с 12 сентября 1944 г.                                               |
| 16  | Петров, Иван Ефимович (1896—1958)                   | 9 октября 1943, 26 октября 1944 | командующий Северо-Кавказским фронтом; командующий 4-м Украинским фронтом | понижен до генерал-полковника 4 февраля 1944 г.                                             |
| 17  | Хрулёв, Андрей Васильевич (1892—1962)               | 7 ноября 1943                   | начальник Тыла РККА |                                                                                             |
| 18  | Баграмян, Иван Христофорович (1897—1982)            | 17 ноября 1943                  | командующий 1-м Прибалтийским фронтом | Маршал Советского Союза с 11 марта 1955 г.                                                  |
| 19  | Говоров, Леонид Александрович (1897—1955)           | 17 ноября 1943                  | командующий Ленинградским фронтом | Маршал Советского Союза с 18 июня 1944 г.                                                   |
| 20  | Черняховский, Иван Данилович (1906—1945)            | 26 июня 1944                    | командующий 3-м Белорусским фронтом | погиб от ранения в период Великой Отечественной войны                                       |
| 21  | Захаров, Георгий Фёдорович (1897—1957)              | 28 июля 1944                    | командующий 2-м Белорусским фронтом |                                                                                             |
| 22  | Масленников, Иван Иванович (1900—1954)              | 28 июля 1944                    | командующий 3-м Прибалтийским фронтом |                                                                                             |
| 23  | Пуркаев, Максим Алексеевич (1894—1953)              | 26 октября 1944                 | командующий Дальневосточным фронтом |                                                                                             |
| 24  | Булганин, Николай Александрович (1895—1975)         | 17 ноября 1944                  | заместитель Народного комиссара обороны СССР | Маршал Советского Союза с 3 ноября 1947 г., понижен до генерал-полковника 26 ноября 1958 г. |
| 25  | Захаров, Матвей Васильевич (1898—1972)              | 29 мая 1945                     | командующий 2-м Украинским фронтом | Маршал Советского Союза с 8 мая 1959 г.                                                     |
| 26  | Меркулов, Всеволод Николаевич (1895—1953)           | 9 июля 1945                     | Народный комиссар государственной безопасности СССР | расстрелян 23 декабря 1953 г., лишён звания 31 декабря 1953 г.                              |
| 27  | Курасов, Владимир Васильевич (1897—1973)            | 12 ноября 1948                  | главнокомандующий Центральной группой войск (Австрия) |                                                                                             |
| 28  | Маландин, Герман Капитонович (1894—1961)            | 12 ноября 1948                  | заместитель начальника Генерального штаба Вооружённых Сил СССР |                                                                                             |
| 29  | Чуйков, Василий Иванович (1900—1982)                | 12 ноября 1948                  | 1-й заместитель главнокомандующего Группой советских войск в Германии | Маршал Советского Союза с 11 марта 1955 г.                                                  |
| 30  | Штеменко, Сергей Матвеевич (1907—1976)              | 12 ноября 1948, 19 февраля 1968 | начальник Генерального штаба Вооружённых Сил СССР; 1-й заместитель начальника Генерального штаба Вооружённых Сил СССР, начальник штаба Объединённых вооружённых сил государств-участников Варшавского договора | понижен до генерал-лейтенанта 15 июля 1953 г., генерал-полковник с 26 ноября 1956           |
| 31  | Бирюзов, Сергей Семёнович (1904—1964)               | 3 августа 1953                  | главнокомандующий Центральной группой войск (Австрия) | Маршал Советского Союза с 11 марта 1955 г.                                                  |
| 32  | Гречко, Андрей Антонович (1903—1976)                | 3 августа 1953                  | главнокомандующий Группой советских оккупационных войск в Германии | Маршал Советского Союза с 11 марта 1955 г.                                                  |
| 33  | Малинин, Михаил Сергеевич (1899—1960)               | 3 августа 1953                  | 1-й заместитель начальника Генерального штаба Вооружённых Сил СССР |                                                                                             |
| 34  | Москаленко, Кирилл Семёнович (1902—1985)            | 3 августа 1953                  | командующий войсками Московского военного округа | Маршал Советского Союза с 11 марта 1955 г.                                                  |
| 35  | Крылов, Николай Иванович (1903—1972)                | 18 сентября 1953                | 1-й заместитель командующего войсками Дальневосточного военного округа | Маршал Советского Союза с 28 апреля 1962 г.                                                 |
| 36  | Батов, Павел Иванович (1897—1985)                   | 10 марта 1955                   | командующий войсками Прикарпатского военного округа |                                                                                             |
| 37  | Галицкий, Кузьма Никитович (1897—1973)              | 8 августа 1955                  | командующий Северной группой войск (Польша) |                                                                                             |
| 38  | Горбатов, Александр Васильевич (1891—1973)          | 8 августа 1955                  | командующий войсками Прибалтийского военного округа |                                                                                             |
| 39  | Жадов, Алексей Семёнович (1901—1977)                | 8 августа 1955                  | главнокомандующий Центральной группой войск (Австрия) |                                                                                             |
| 40  | Казаков, Михаил Ильич (1901—1979)                   | 8 августа 1955                  | командующий войсками Уральского военного округа |                                                                                             |
| 41  | Лучинский, Александр Александрович (1900—1990)      | 8 августа 1955                  | командующий войсками Туркестанского военного округа |                                                                                             |
| 42  | Серов, Иван Александрович (1905—1990)               | 8 августа 1955                  | председатель Комитета государственной безопасности при Совете Министров СССР | понижен до генерал-майора 12 марта 1963 г.                                                  |
| 43  | Федюнинский, Иван Иванович (1900—1977)              | 8 августа 1955                  | командующий войсками Закавказского военного округа |                                                                                             |
| 44  | Поплавский, Станислав Гилярович (1902—1973)         | 12 августа 1955                 | заместитель Министра национальной обороны Польской Народной Республики |                                                                                             |
| 45  | Голиков, Филипп Иванович (1900—1980)                | 8 мая 1959                      | начальник Главного политического управления Советской Армии и Военно-Морского Флота | Маршал Советского Союза с 6 мая 1961 г.                                                     |
| 46  | Курочкин, Павел Алексеевич (1900—1989)              | 8 мая 1959                      | начальник Военной академии имени М. В. Фрунзе |                                                                                             |
| 47  | Лелюшенко, Дмитрий Данилович (1901—1987)            | 8 мая 1959                      | командующий войсками Уральского военного округа |                                                                                             |
| 48  | Батицкий, Павел Фёдорович (1910—1984)               | 5 мая 1961                      | командующий войсками Московского округа ПВО | Маршал Советского Союза с 15 апреля 1968 г.                                                 |
| 49  | Иванов, Владимир Дмитриевич (1900—1968)             | 5 мая 1961                      | 1-й заместитель начальника Генерального штаба Вооружённых Сил СССР |                                                                                             |
| 50  | Колпакчи, Владимир Яковлевич (1899—1961)            | 5 мая 1961                      | начальник Главного управления боевой подготовки Сухопутных войск |                                                                                             |
| 51  | Пеньковский, Валентин Антонович (1904—1969)         | 5 мая 1961                      | командующий войсками Дальневосточного военного округа |                                                                                             |
| 52  | Крейзер, Яков Григорьевич (1905—1969)               | 27 апреля 1962                  | командующий войсками Дальневосточного военного округа |                                                                                             |
| 53  | Плиев, Исса Александрович (1903—1979)               | 27 апреля 1962                  | командующий войсками Северо-Кавказского военного округа |                                                                                             |
| 54  | Якубовский, Иван Игнатьевич (1912—1976)             | 27 апреля 1962                  | главнокомандующий Группой советских войск в Германии | Маршал Советского Союза с 12 апреля 1967 г.                                                 |
| 55  | Епишев, Алексей Алексеевич (1908—1985)              | 11 мая 1962                     | начальник Главного политического управления Советской Армии и Военно-Морского Флота, | повышен в звании из генерал-майоров                                                         |
| 56  | Белобородов, Афанасий Павлантьевич (1903—1990)      | 22 февраля 1963                 | командующий войсками Московского военного округа |                                                                                             |
| 57  | Гетман, Андрей Лаврентьевич (1903—1987)             | 13 апреля 1964                  | командующий войсками Прикарпатского военного округа |                                                                                             |
| 58  | Кошевой, Пётр Кириллович (1904—1976)                | 13 апреля 1964                  | командующий войсками Киевского военного округа | Маршал Советского Союза с 15 апреля 1968 г.                                                 |
| 59  | Стученко, Андрей Трофимович (1904—1972)             | 13 апреля 1964                  | командующий войсками Закавказского военного округа |                                                                                             |
| 60  | Павловский, Иван Григорьевич (1909—1999)            | 12 апреля 1967                  | заместитель Министра обороны СССР |                                                                                             |
| 61  | Соколов, Сергей Леонидович (1911—2012)              | 12 апреля 1967                  | 1-й заместитель Министра обороны СССР | Маршал Советского Союза с 17 февраля 1978 г.                                                |
| 62  | Маргелов, Василий Филиппович (1909—1990)            | 25 октября 1967                 | командующий Воздушно-десантными войсками |                                                                                             |
| 63  | Гусаковский, Иосиф Ираклиевич (1904—1995)           | 19 февраля 1968                 | начальник Главного управления кадров Министерства обороны СССР |                                                                                             |
| 64  | Иванов, Семён Павлович (1907—1993)                  | 19 февраля 1968                 | командующий войсками Сибирского военного округа |                                                                                             |
| 65  | Лащенко, Пётр Николаевич (1910—1992)                | 19 февраля 1968                 | главный военный советник в Объединённой Арабской Республике |                                                                                             |
| 66  | Лященко, Николай Григорьевич (1910—2000)            | 19 февраля 1968                 | командующий войсками Туркестанского военного округа |                                                                                             |
| 67  | Хетагуров, Георгий Иванович (1903—1975)             | 19 февраля 1968                 | командующий войсками Прибалтийского военного округа |                                                                                             |
| 68  | Маряхин, Сергей Степанович (1911—1972)              | 22 февраля 1968                 | 1-й заместитель начальника Тыла Вооружённых сил СССР |                                                                                             |
| 69  | Белик, Пётр Алексеевич (1909—1980)                  | 21 февраля 1969                 | командующий войсками Забайкальского военного округа |                                                                                             |
| 70  | Куликов, Виктор Георгиевич (1921—2013)              | 29 апреля 1970                  | главнокомандующий Группой советских войск в Германии | Маршал Советского Союза с 14 января 1977 г.                                                 |
| 71  | Толубко, Владимир Фёдорович (1914—1989)             | 29 апреля 1970                  | командующий войсками Дальневосточного военного округа | Главный маршал артиллерии с 25 марта 1983 г.                                                |
| 72  | Щеглов, Афанасий Фёдорович (1912—1995)              | 29 апреля 1970                  | 1-й заместитель Главнокомандующего войсками ПВО страны |                                                                                             |
| 73  | Ивашутин, Пётр Иванович (1909—2002)                 | 22 февраля 1971                 | заместитель начальника Генерального штаба Вооружённых Сил СССР — начальник Главного разведывательного управления                                                                                               |                                                                                             |
| 74  | Ивановский, Евгений Филиппович (1918—1991)          | 2 ноября 1972                   | главнокомандующий Группой советских войск в Германии |                                                                                             |
| 75  | Комаровский, Александр Николаевич (1906—1973)       | 2 ноября 1972                   | заместитель Министра обороны СССР по строительству и расквартированию войск |                                                                                             |
| 76  | Куркоткин, Семён Константинович (1917—1990)         | 2 ноября 1972                   | заместитель Министра обороны СССР — начальник Тыла Вооружённых сил СССР | Маршал Советского Союза с 25 марта 1983 г.                                                  |
| 77  | Радзиевский, Алексей Иванович (1911—1979)           | 2 ноября 1972                   | начальник Военной академии имени М. В. Фрунзе |                                                                                             |
| 78  | Петров, Василий Иванович (1917—2014)                | 15 декабря 1972                 | командующий войсками Дальневосточного военного округа | Маршал Советского Союза с 25 марта 1983 г.                                                  |
| 79  | Мальцев, Евдоким Егорович (1910—1981)               | 4 ноября 1973                   | начальник Военно-политической академии имени В. И. Ленина |                                                                                             |
| 80  | Огарков, Николай Васильевич (1917—1994)             | 4 ноября 1973                   | 1-й заместитель начальника Генерального штаба Вооружённых Сил СССР | Маршал Советского Союза с 30 октября 1977 г.                                                |
| 81  | Шавров, Иван Егорович (1916—1992)                   | 4 ноября 1973                   | начальник Военной академии Генерального штаба Вооружённых Сил СССР имени К. Е. Ворошилова |                                                                                             |
| 82  | Брежнев, Леонид Ильич (1906—1982)                   | 22 марта 1974                   | Генеральный секретарь ЦК КПСС, Председатель Совета обороны СССР | повышен в звании из генерал-лейтенантов; Маршал Советского Союза с 7 мая 1976 г.            |
| 83  | Шкадов, Иван Николаевич (1913—1991)                 | 29 апреля 1975                  | начальник Главного управления кадров Министерства обороны СССР |                                                                                             |
| 84  | Васягин, Семён Петрович (1910—1991)                 | 19 февраля 1976                 | член Военного Совета — начальник Политического управления Сухопутных войск |                                                                                             |
| 85  | Устинов, Дмитрий Фёдорович (1908—1984)              | 29 апреля 1976                  | Министр обороны СССР | Маршал Советского Союза с 30 июля 1976 г.                                                   |
| 86  | Андропов, Юрий Владимирович (1914—1984)             | 10 сентября 1976                | председатель Комитета государственной безопасности при Совете Министров СССР |                                                                                             |
| 87  | Щёлоков, Николай Анисимович (1910—1984)             | 10 сентября 1976                | Министр внутренних дел СССР | лишён звания 6 ноября 1984                                                                  |
| 88  | Грибков, Анатолий Иванович (1919—2008)              | 29 октября 1976                 | 1-й заместитель начальника Генерального штаба Вооружённых Сил СССР — начальник штаба Объединённых вооружённых сил государств-участников Варшавского договора                                                   |                                                                                             |
| 89  | Третьяк, Иван Моисеевич (1923—2007)                 | 29 октября 1976                 | командующий войсками Дальневосточного военного округа |                                                                                             |
| 90  | Алтунин, Александр Терентьевич (1921—1989)          | 16 февраля 1977                 | начальник Гражданской обороны СССР — заместитель Министра обороны СССР |                                                                                             |
| 91  | Герасимов, Иван Александрович (1921—2008)           | 28 октября 1977                 | командующий войсками Киевского военного округа |                                                                                             |
| 92  | Говоров, Владимир Леонидович (1924—2006)            | 28 октября 1977                 | командующий войсками Московского военного округа |                                                                                             |
| 93  | Майоров, Александр Михайлович (1920—2008)           | 28 октября 1977                 | командующий войсками Прибалтийского военного округа |                                                                                             |
| 94  | Варенников, Валентин Иванович (1923—2009)           | 17 февраля 1978                 | командующий войсками Прикарпатского военного округа |                                                                                             |
| 95  | Матросов, Вадим Александрович (1917—1999)           | 13 декабря 1978                 | начальник Главного управления пограничных войск Комитета государственной безопасности СССР |                                                                                             |
| 96  | Цвигун, Семён Кузьмич (1917—1982)                   | 13 декабря 1978                 | 1-й заместитель председателя Комитета государственной безопасности СССР |                                                                                             |
| 97  | Цинёв, Георгий Карпович (1907—1996)                 | 13 декабря 1978                 | заместитель председателя Комитета государственной безопасности СССР |                                                                                             |
| 98  | Козлов, Михаил Михайлович (1917—2004)               | 2 февраля 1979                  | начальник Военной академии Генерального штаба Вооружённых Сил СССР имени К. Е. Ворошилова |                                                                                             |
| 99  | Обатуров, Геннадий Иванович (1915—1996)             | 19 февраля 1979                 | главный военный советник при Министре национальной обороны Социалистической Республики Вьетнам |                                                                                             |
| 100 | Ахромеев, Сергей Фёдорович (1923—1991)              | 23 апреля 1979                  | 1-й заместитель начальника Генерального штаба Вооружённых Сил СССР | Маршал Советского Союза с 25 марта 1983 г.                                                  |
| 101 | Салманов, Григорий Иванович (1922—1993)             | 29 октября 1979                 | командующий войсками Забайкальского военного округа |                                                                                             |
| 102 | Яковлев, Иван Кириллович (1918—2002)                | 7 мая 1980                      | начальник Главного управления внутренних войск Министерства внутренних дел СССР |                                                                                             |
| 103 | Зайцев, Михаил Митрофанович (1923—2009)             | 4 ноября 1980                   | командующий войсками Белорусского военного округа |                                                                                             |
| 104 | Лушев, Пётр Георгиевич (1923—1997)                  | 2 ноября 1981                   | командующий войсками Московского военного округа |                                                                                             |
| 105 | Сорокин, Михаил Иванович (1922—2005)                | 2 ноября 1981                   | главный военный советник в Афганистане |                                                                                             |
| 106 | Шабанов, Виталий Михайлович (1923—1995)             | 2 ноября 1981                   | заместитель Министра обороны СССР по вооружению |                                                                                             |
| 107 | Максимов, Юрий Павлович (1924—2002)                 | 16 декабря 1982                 | командующий войсками Туркестанского военного округа |                                                                                             |
| 108 | Сухоруков, Дмитрий Семёнович (1922—2003)            | 16 декабря 1982                 | командующий Воздушно-десантными войсками |                                                                                             |
| 109 | Федорчук, Виталий Васильевич (1918—2008)            | 17 декабря 1982                 | Министр внутренних дел СССР |                                                                                             |
| 110 | Беликов, Валерий Александрович (1925—1987)          | 4 ноября 1983                   | командующий войсками Прикарпатского военного округа |                                                                                             |
| 111 | Чебриков, Виктор Михайлович (1923—1999)             | 4 ноября 1983                   | председатель Комитета государственной безопасности СССР |                                                                                             |
| 112 | Язов, Дмитрий Тимофеевич (1924—2020)                | 6 февраля 1984                  | командующий войсками Среднеазиатского военного округа | Маршал Советского Союза с 28 апреля 1990 г.                                                 |
| 113 | Кривда, Федот Филиппович (1923—1998)                | 31 октября 1984                 | главный военный советник при Министре национальной обороны Социалистической Республики Вьетнам |                                                                                             |
| 114 | Емохонов, Николай Павлович (1921—2014)              | 10 апреля 1985                  | 1-й заместитель председателя Комитета государственной безопасности СССР |                                                                                             |
| 115 | Лизичев, Алексей Дмитриевич (1928—2006)             | 19 февраля 1986                 | начальник Главного политического управления Советской Армии и Военно-Морского Флота |                                                                                             |
| 116 | Волошин, Иван Макарович (1923—1990)                 | 7 мая 1986                      | главнокомандующий войсками Дальнего Востока |                                                                                             |
| 117 | Снетков, Борис Васильевич (1925—2006)               | 7 мая 1986                      | командующий войсками Ленинградского военного округа |                                                                                             |
| 118 | Постников, Станислав Иванович (1928—2012)           | 3 ноября 1986                   | командующий войсками Забайкальского военного округа |                                                                                             |
| 119 | Бобков, Филипп Денисович (1925—2019)                | 30 ноября 1987                  | 1-й заместитель председателя Комитета государственной безопасности СССР |                                                                                             |
| 120 | Крючков, Владимир Александрович (1924—2007)         | 27 января 1988                  | заместитель председателя Комитета государственной безопасности СССР — начальник Первого главного управления |                                                                                             |
| 121 | Архипов, Владимир Михайлович (1933—2004)            | 16 февраля 1988                 | командующий войсками Московского военного округа |                                                                                             |
| 122 | Попов, Николай Иванович (1930—2008)                 | 16 февраля 1988                 | командующий войсками Туркестанского военного округа |                                                                                             |
| 123 | Кочетов, Константин Алексеевич (род. 1932)          | 29 апреля 1988                  | командующий войсками Закавказского военного округа |                                                                                             |
| 124 | Бетехтин, Анатолий Владимирович (1931—2012)         | 4 ноября 1988                   | 1-й заместитель главнокомандующего Сухопутными войсками |                                                                                             |
| 125 | Лобов, Владимир Николаевич (род. 1935)              | 15 февраля 1989                 | начальник штаба Объединённых вооружённых сил государств-участников Варшавского договора — первый заместитель начальника Генерального штаба Вооружённых Сил СССР                                                |                                                                                             |
| 126 | Моисеев, Михаил Алексеевич (1939—2022)              | 15 февраля 1989                 | начальник Генерального штаба Вооружённых Сил СССР — первый заместитель Министра обороны СССР |                                                                                             |
| 127 | Шуралёв, Владимир Михайлович (1935—2020)            | 15 февраля 1989                 | представитель главнокомандующего Объединёнными вооружёнными силами государств-участников Варшавского договора в Национальной народной армии ГДР                                                                |                                                                                             |
| 128 | Гареев, Махмут Ахметович (1923—2019)                | 14 ноября 1989                  | главный военный советник при Верховном главнокомандующем вооружёнными силами Демократической Республики Афганистан                                                                                             |                                                                                             |
| 129 | Михайлов, Владлен Михайлович (1925—2004)            | 24 октября 1990                 | заместитель начальника Генерального штаба Вооружённых сил СССР — начальник Главного разведывательного управления                                                                                               |                                                                                             |
| 130 | Грачёв, Николай Фёдорович (1930—2013)               | 6 февраля 1991                  | главный военный советник при Верховном главнокомандующем вооружёнными силами Демократической Республики Афганистан                                                                                             |                                                                                             |
| 131 | Ермаков, Виктор Фёдорович (род. 1935)               | 6 февраля 1991                  | начальник Главного управления кадров Министерства обороны СССР — заместитель министра обороны СССР по кадрам                                                                                                   |                                                                                             |
| 132 | Яшин, Юрий Алексеевич (1930—2011)                   | 29 апреля 1991                  | заместитель Министра обороны СССР — председатель Государственной технической комиссии |                                                                                             |
| 133 | Кобец, Константин Иванович (1939—2012)              | 24 августа 1991                 | министр обороны РСФСР | должность просуществовала меньше месяца                                                     |